# Последний курорт
«Последний курорт» (англ. Last Resort) — американская комедия 1986 года режиссёра Зейн Базби.

## Сюжет
Джордж Лоллар вместе с семьёй едет на отдых, но на тропическом острове удастся повеселиться всем кроме него.

## В ролях
| Актёр          | Роль            |
| -------------- | --------------- |
| Чарлз Гродин   | Джордж Лоллар   |
| Меган Маллалли | Джессика Лоллар |
| Йен Эберкромби | метрдотель      |
| Бренда Бакки   | Вероника        |
| Фил Хартман    | Жан-Мишель      |
| Джон Ловитц    | бармен          |
| Дэвид Миркин   | Уолтер Эмброус  |

## Отзывы
Фильм получил отрицательные отзывы кинокритиков. Роджер Эберт оценил фильм в 1 звезду из 4.